# Dobroslava
Dobroslava es un municipio del distrito de Svidník en la región de Prešov, Eslovaquia, con una población estimada a final del año 2024 de 49 habitantes.
Se encuentra ubicado en el centro-norte de la región, cerca del río Ondava (cuenca hidrográfica del río Tisza) y de la frontera con  Polonia.

## Demografía
| Año        | 1994 | 2004     | 2014     | 2024  |
| ---------- | ---- | -------- | -------- | ----- |
| Población  | 56   | 39       | 28       | 49    |
| Diferencia |      | −30,35 % | −28,20 % | +75 % |

| Año        | 2023 | 2024 |
| ---------- | ---- | ---- |
| Población  | 50   | 49   |
| Diferencia |      | −2 % |